# دنی آموس (بازیکن فوتبال، زاده ۱۹۹۹)
دنی آموس (انگلیسی: Danny Amos؛ زادهٔ ۲۲ دسامبر ۱۹۹۹) بازیکن فوتبال اهل بریتانیا است.
از باشگاه‌هایی که در آن بازی کرده‌است می‌توان به باشگاه فوتبال دونکستر راورز اشاره کرد.
وی همچنین در تیم‌های فوتبال ملی زیر 19 سال ایرلند شمالی و زیر ۲۱ سال ایرلند شمالی بازی کرده‌است.